# HD 89353
HD 89353 eller HR 4049, är en dubbelstjärna belägen i den norra delen av stjärnbilden Luftpumpen och har även variabelbeteckningen AG Antliae. Den har en skenbar magnitud av ca 5,5 och är svagt synlig för blotta ögat där ljusföroreningar ej förekommer. Baserat på parallax enligt Gaia Data Release 2 på ca 0,58 mas, beräknas den befinna sig på ett avstånd på ca 6 000 ljusår (ca 1 700 parsek) från solen. Den rör sig närmare solen med en heliocentrisk radialhastighet på ca -33 km/s.

## Egenskaper
HD 89353 är en blå till vit superjättestjärna av spektralklass B9.5b-II, som befinner sig på asymptotiska jättegrenen. Den är en mycket fattigmetall stjärna omgiven av en tjock unik stoftskiva berikad med flera olika molekyler. Den har en massa som är ca 0,56 solmassa, en radie som är ca 47 solradier och utsänder energi från dess fotosfär motsvarande ca 6 300 gånger solen vid en effektiv temperatur av ca 7 500 K.
HD 89353 har ett ovanligt spektrum och verkar, baserat på dess spektrum i Balmerserien, vara en blå superjätte, även om den i verkligheten är en gammal stjärna med låg massa i post-AGB-fasen av dess liv. Dess atmosfär är extremt utarmad på tunga element med en metallicitet över 30 000 gånger lägre än solen. Den har också ett starkt överskott av infraröd strålning, motsvarande nära 1 200 K svartkroppsstrålning som produceras av en skiva av material som omger stjärnan. Stjärnan genomgår också en intensiv massförlust.
HD 89353 har en osynlig följeslagare, observerad genom variationer i genomsnittlig dopplerförskjutningen av dess spektrallinjer. Följeslagarens egenskaper kan endast uppskattas genom att göra vissa antaganden om banans lutning och massfunktionen. Med tanke på dessa antaganden tros den vara en huvudseriestjärna med låg ljusstyrka.

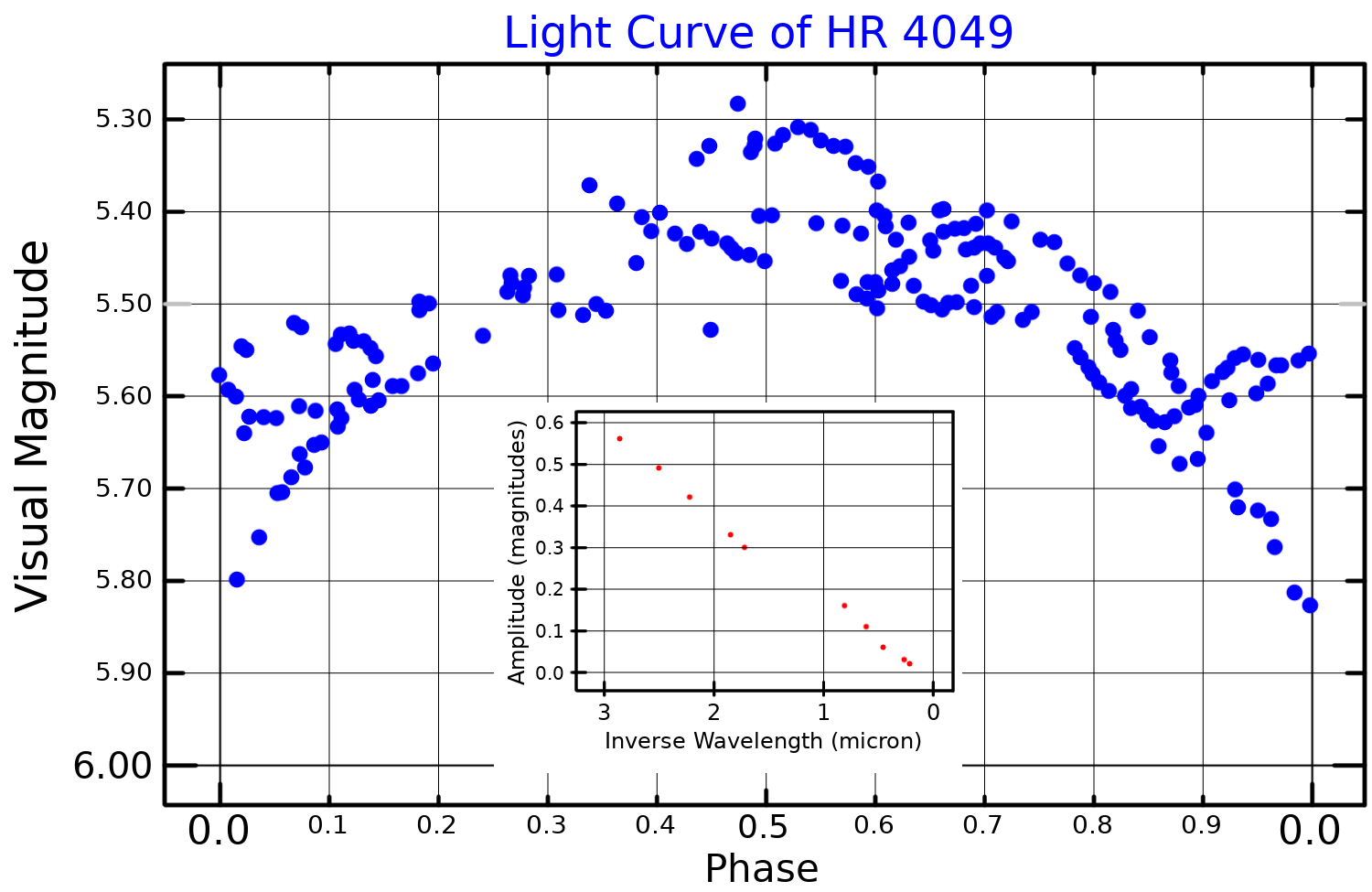
Ljuskurva för HR 4049. Huvuddiagrammet visar det visuella bandets ljusstyrka över en omloppsperiod. Det infällda diagrammet visar hur amplituden för ljusstyrkeändringen varierar som en funktion av våglängden−1. När den observerande våglängden ökar, minskar stoftets opacitet, så att stoftet döljer mindre av stjärnans ljus. Anpassad från Jorissen &; Frankowski (2008)

HD 89353 är en ovanlig variabel stjärna som varierar mellan magnituden 5,29 och 5,83 med en period på 429 dygn. Den har beskrivits som pulserande på ett liknande sätt som en RV Tauri-variabel, även om den föredragna tolkningen är att variationerna produceras av variabel förmörkelse som orsakas av materialet kring stjärnan och att perioden är densamma som omloppsperioden.